# Liturgia di San Giovanni Crisostomo (Rachmaninov)
La Liturgia di San Giovanni Crisostomo, Op. 31 (in russo Литургия Святого Иоанна Златоуста?), è una composizione di musica sacra di Sergej Vasil'evič Rachmaninov. La Divina liturgia di San Giovanni Crisostomo è una celebrazione eucaristica del rito bizantino, equivalente alla Messa del rito latino.

## Storia della composizione
Rachmaninov compose l'opera nel luglio del 1910, nella sua residenza estiva di Ivanovka, dopo il tour americano del 1909. Riguardo a questo lavoro, Rachmaninov così scrisse all'amico Nikita Morozov:
 La prima esecuzione della Liturgia di San Giovanni Crisostomo ebbe luogo a Mosca il 25 novembre 1910. Le autorità ecclesiastiche ortodosse russe contestarono fermamente lo "spirito modernista" del lavoro e si rifiutarono di utilizzarlo nelle celebrazioni liturgiche. Rachmaninov non fece nulla per promuovere l'opera, che presto cadde dimenticata.

## Struttura della composizione
La Liturgia è formata da venti movimenti per coro misto non accompagnato. Tre di essi contengono dei passaggi per solista: il secondo per contralto, il decimo per basso e il dodicesimo per soprano. Due movimenti, il 14 e d il 19 sono per doppio coro.
I venti movimenti sono i seguenti: 
|    | Slavo ecclesiastico              | Traslitterazione                  | Traduzione                                 |
| -- | -------------------------------- | --------------------------------- | ------------------------------------------ |
| 1  | Великая ектения                  | Velikaja ektenija                 | Grande ektenia                             |
| 2  | Благослови, душе моя, Господа    | Blagoslovi, duše moya, Gospoda    | Benedici il Signore, o anima mia           |
| 3  | Слава Отцу - единородный Сыне    | Slava Otcu - edinorodnyj Syne     | Gloria al Padre e al Figlio unigenito      |
| 4  | Во царствие Твоем                | Vo carstvie Tvoem                 | Nel Tuo regno                              |
| 5  | Приидите, поклонимся             | Priidite, poklonimsja             | Venite adoriamo                            |
| 6  | Господи, спаси благочестивыя     | Gospodi, spasi blagočestivyja     | O Signore, salva i credenti                |
| 7  | Сугубая ектения                  | Sugubaja ektenija                 | Ektenia della fervente supplica            |
| 8  | Херувимская песнь                | Cheruvimskaja pesn'               | Inno dei Cherubini                         |
| 9  | Просительная ектения             | Prositel'naja ektenija            | Ektenia di supplica                        |
| 10 | Символ веры: верую               | Simvol very: veruju               | Simbolo di fede: credo                     |
| 11 | Милость мира                     | Milost' mira                      | Misericordia di pace                       |
| 12 | Тебе поем                        | Tebe poem                         | A Te leviamo canti                         |
| 13 | Достойно есть                    | Dostojno est'                     | Inno alla Madre di Dio                     |
| 14 | Отче наш                         | Otče naš                          | Padre nostro                               |
| 15 | Един свят                        | Edin svjat                        | Uno è il Santo                             |
| 16 | Хвалите Господа с небес          | Chvalite Gospoda s nebes          | Lodate il Signore dai cieli                |
| 17 | Благословен граду - Видихом свет | Blagosloven gradu - Vidichom svet | Sia Egli benedetto - Abbiamo visto la luce |
| 18 | Да исполнятся уста наша          | Da ispolnjatsja usta naša         | Riempi le nostre bocche con la tua lode    |
| 19 | Буди имя Господне                | Budi imja Gospodne                | Benedetto il nome del Signore              |
| 20 | Отпущение                        | Otpuščenie                        | Congedo                                    |